# 消防足球隊
消防足球隊（簡稱消防）是一支前香港甲組足球聯賽隊伍，球隊中大部分球員任職於香港消防處，是香港消防處體育福利會屬下的一支球隊，現時已退出香港足球總會主辦的聯賽。

## 球隊歷史
消防於1966-67年度獲得乙組亞軍，首次升上甲組作賽。不過，初升甲組的消防戰績欠佳，在1967-68年度位列尾二，在甲組只角逐了一個球季後，便降回乙組。
1968-69年度，消防獲得乙組冠軍，闊別一年之後立即回升甲組。消防重返甲組首個球季，便獲得聯賽殿軍，並且殺入高級銀牌決賽，最終0：2不敵星島，屈居亞軍，亦獲得首屆總督盃亞軍。前鋒陳長強更以27球，奪得甲組神射手獎。
1971-72年度，消防更獲得甲組季軍，乃球隊至今最佳聯賽成績。可惜在1973-74年度，消防卻宣布退出聯賽。
消防之後再次加入丙組聯賽，1989-90年度打入前四名，由於乙組聯賽要補充隊數，得以升上乙組。1998-99年度，消防獲得乙組亞軍，惟卻放棄升班資格。
2002-03年度，消防再次獲得乙組亞軍，並且接受升班重返甲組。雖然消防陣中擁有楊熙智、姚學文、楊健強、侯耀彬等前甲組球員，但整體人腳實力參差，結果在甲組10隊名列包尾，只在甲組作賽一屆便要降回乙組。
2005-06年度，消防在乙組13支球隊名列第12，宣布降落丙組作賽。

## 球隊近況
2008-09年度球季，消防在香港丙組(甲)足球聯賽，全季19場賽事成績9勝7和3負，以第6名完成賽季。
2015-16年度球季，消防退出乙组聯賽。

## 球會榮譽
| 榮譽          | 次數        | 年度                 |
| 本 土 聯 賽   | 本 土 聯 賽 | 本 土 聯 賽          |
| ------------- | ----------- | -------------------- |
| 乙組聯賽 冠軍 | 1           | 1968-69年            |
| 丙組聯賽 冠軍 | 1           | 1964-65年            |
| 本 土 盃 賽   |             |                      |
| 高級銀牌 亞軍 | 1           | 1969-70年            |
| 總督盃 亞軍   | 1           | 1969-70年            |
| 初級銀牌 冠軍 | 2           | 1968-69年、2002-03年 |

## 職球員名單

### 球員名單
| 號碼   | 國籍   | 球員名字                  | 出生日期       | 加盟年份 | 前屬球會 |
| 守門員 | 守門員 | 守門員                    | 守門員         | 守門員   | 守門員   |
| ------ | ------ | ------------------------- | -------------- | -------- | -------- |
| --     | 香港   | 張永熹（Cheung Wing Hei） |                | 2007年   | 五一七   |
| 後衛   |        |                           |                |          |          |
| --     | 香港   | 周俊傑（Chow Chun Kit）   | 1977年6月17日  | 2002年   | 自由身   |
| --     | 香港   | 侯耀彬（How Yiu Pun）     |                | 2012年   | 自由身   |
| --     | 香港   | 顧寧聰（Koo Ling Chung）  | 1975年12月18日 | 2013年   | 永義     |
| --     | 香港   | 吳家樂（Ng Ka Lok）       | 1978年7月7日   | 2004年   | 自由身   |
| --     | 香港   | 徐明豐（Tsui Ming Fung）  | 1980年6月29日  | 2011年   | 標準錶針 |
| 中場   |        |                           |                |          |          |
| --     | 香港   | 歐傑忠（Au Kit Chung）    | 1970年5月5日   | 2001年   | 自由身   |
| --     | 香港   | 李榮基（Lee Wing Kei）    | 1983年12月6日  | 2010年   |          |
| 前鋒   |        |                           |                |          |          |
| --     | 香港   | 何志成（Ho Chi Sing）     | 1973年11月4日  | 2002年   | 自由身   |
| --     | 香港   | 劉俊傑（Lau Chun Kit）    | 1970年9月18日  | 2000年   | 自由身   |

## 曾效力球員

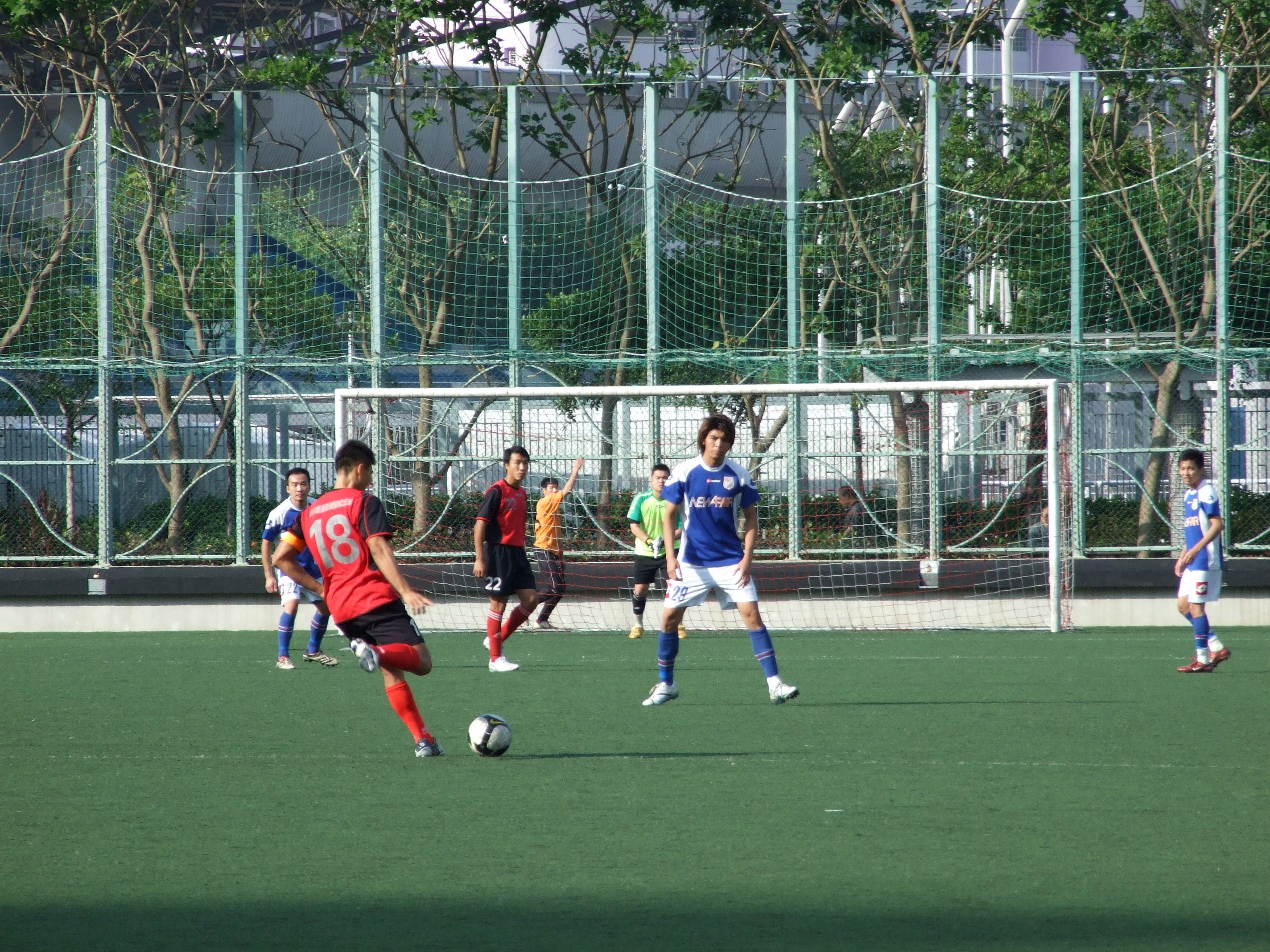
消防1-1賽和宏輝駒騰，球賽充滿火藥味

- 張子慧
- 朱柏和
- 陳長強
- 葉尚華
- 鄭潤如
- 張耀國
- 楊熙智
- 姚學文
- 楊健強

## 外部連結
- 香港足球總會網頁球會資料